# Cocytia
Cocytia durvillii es la única especie del género Cocytia y de  la subfamilia Cocytiinae de polillas de la familia Erebidae. Cocytia durvillii se encuentra en las Molucas, Nueva Guinea, e islas vecinas.